# Ricardo Mazó
José Ricardo Mazó (Pilar, 26 de octubre de 1927-Asunción, 1987) fue un poeta paraguayo, adscrito a la denominada «Promoción del 50». Fue miembro de la Academia Literaria del Colegio San José y de la Academia Universitaria del Paraguay. Tras finalizar sus estudios en Paraguay, estudió en la Universidad de Texas en Austin y posteriormente trabajó como ingeniero y geólogo.

## Obra poética

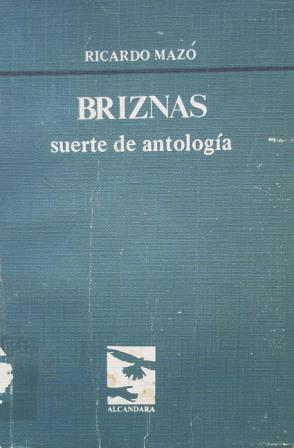
Tapa del poemario Briznas: suerte de antología (1982).

- Briznas: suerte de antología (1982).

Reúne 73 poemas escritos entre los años 1940 y 1980. El libro se organiza en cinco partes: Primeros poemas, Horas vacías, Retorno, La segunda soledad, Bastión abierto. Soledad, ausencia, añoranza, distancia, tedio...; así como una constante búsqueda de sí mismo, un recurrente encuentro con el tiempo, y la fijación de un recuerdo que no cesa, son los motivos predominantes de su poesía. En varios de sus poemas aparece la figura de un misterioso ángel, a quien la voz poética se dirige o alude.
Ricardo Mazó